# РГС банк
РГС банк (ПАО «РГС Банк») — существовавший до 2022 г. универсальный коммерческий банк, основанный в 1994 году (лицензия № 3073 от 16.04.2015). Предоставлял все виды банковских услуг физическим лицам и корпоративным клиентам.
В мае 2022 г. было объявлено об окончательном присоединении «РГС Банка» к банку «Открытие». Бренд «РГС Банк» перестал существовать.

## История
В январе 1994 года создан Акционерный Коммерческий банк «Финтрастбанк» в форме акционерного общества закрытого типа с уставным капиталом 100 тыс. руб. (деноминированных). 5 сентября банк получил лицензию Банка России на совершение банковских операций в рублях.
В 1995 году банк переименован в Акционерный коммерческий банк «Русский межрегиональный банк развития» (АКБ «Русь-Банк»).
В 1998 году банк получил лицензию ЦБ РФ на осуществление операций в иностранной валюте, в 1999 - на осуществление банковских операций с драгоценными металлами, в 2002 - генеральную лицензию Банка России на осуществление банковских операций.
В 2004 году банком были получены лицензии Министерства экономического развития и торговли РФ на экспорт золота и серебра.
В 2004 году банк вступил в систему страхования вкладов, в 2008 получил право участвовать в конкурсах по отбору банков-агентов, через которые Агентство по страхованию вкладов осуществляет выплаты страхового возмещения. Банк активно участвовал в выплате страхового возмещения по вкладам банков, у которых отозвана лицензия.
В 2006 году банк переименован в Закрытое акционерное общество «Русь-Банк» (ЗАО «Русь-Банк»), а в 2007 году акционерами принято решение об изменении типа акционерного общества на открытое акционерное общество.
В 2007 году банк покупает екатеринбургский банк «Драгоценности Урала», переименовав его в «Русь-Банк Урал». В 2010 году была завершена процедура присоединения «Русь-Банк-Урал» к «Русь-Банку».
В 2011 банк переименован в Открытое акционерное общество «Росгосстрах Банк».
В 2015 году в соответствии с требованиями законодательства РФ банк был переименован в Публичное акционерное общество «Росгосстрах Банк» (ПАО «РГС Банк»).
В 3-м квартале 2017 года банк стал дочерним банком ПАО Банк «ФК Открытие».
В 2018—2019 годах обсуждались планы присоединения банка к банку «Открытие», но от них отказались и банк продолжил работу как самостоятельное юрлицо. «РГС Банк» объявил о смене бизнес-стратегии, решив сфокусироваться на привлечении и комплексном обслуживании автолюбителей и компаний из сферы автобизнеса.
В марте 2020 года «РГС Банк» увеличил уставный капитал с 3,482 млрд до более чем 5,991 млрд рублей (рост на 72%) за счёт допэмисии обыкновенных именных акций в пользу банка «Открытие» .
В ноябре 2021 года Михаил Задорнов анонсировал интеграцию «РГС Банка» в состав материнской компании в 2022 году в ходе предпродажной подготовки банка «ФК Открытие». Присоединение позволило бы «Открытию» сократить соотношение расходов к доходам.
В мае 2022 г. было объявлено об окончательном присоединении «РГС Банка» к банку «Открытие». Бренд «РГС Банк» перестал существовать.

## Деятельность
Клиентская база «РГС банка» составляла более 9 тысяч корпоративных клиентов и 1,14 млн. физических лиц. Банк имел кредитный рейтинг, присвоенный рейтинговым агентством «Эксперт РА» - «ruBBB», прогноз «стабильный» (01.11.2018). 4 мая 2022 года рейтинг отозван.